# Vrbno pod Pradědem
Vrbno pod Pradědem (tjekkisk udtale: [ˈvr̩bno ˈpotpraɟɛdɛm]; tysk: Würbenthal) er en by i distriktet Bruntál i regionen Mähren-Schlesien i Tjekkiet med omkring 4.800 indbyggere.

## Administrative dele
Landsbyer og bebyggelserne Bílý Potok, Mnichov, Vidly og Železná er administrative dele af Vrbno pod Pradědem.

## Geografi
Vrbno pod Pradědem ligger omkring 15 km nordvest for Bruntál og 58 km nord for Olomouc. Den ligger hovedsageligt i Hrubý Jeseník- bjergkæden. Skråningerne af Praděd, som er det højeste bjerg i bjergkæden og er indeholdt i byens navn, ligger i den sydvestlige spids af kommunens område. Det højeste punkt i Vrbno pod Pradědem er på 1.478 m over havets overflade. Floden Opava og dens biflod Střední Opava løber gennem kommunen.

## Historie
Den første bosættelse, som senere blev til Vrbno pod Pradědem, blev sandsynligvis grundlagt i det 13. århundrede. Bebyggelsen voksede takket være guld- og anden metaludvinding. Den var en del af Bruntál-godset. Fra 1473 eller 1474 var godset ejet af herrerne i Vrbno som bebyggelsen blev opkaldt efter. I 1611 blev bebyggelsen forfremmet til en fri mineby for sin vigtige beliggenhed. Hynek af Vrbno havde bygget byens torv og huse til minearbejdere.
Efter det bøhmiske oprør blev godset konfiskeret fra herrerne i Vrbno og solgt til Den Tyske Orden . De teutoniske riddere ejede Vrbno indtil 1938. Under Trediveårskrigen i 1641 var byen hjemsted for en militærlejr for Lennart Torstenssons hær. I anden halvdel af det 17. århundrede blev byen ramt af de berygtede nordmähriske hekseprocesser.
Sammen med Kongeriget Bøhmen blev det fra 1804 styret af det østrigske imperium, og efter kompromiset i 1867 var det en del af den østrigske del af Østrig-Ungarn, administrativt beliggende i Freudenthal (Bruntál-distriktet), en af de 8 Bezirkshauptmannschaften i østrigske Schlesien.
Ifølge folketællingen i 1910 havde byen 3.614 indbyggere, alle var tysktalende. De fleste folkerige religiøse grupper var romersk-katolikker med 3.293 (91,1 %), efterfulgt af protestanter med 307 (8,5 %).  Efter Første Verdenskrig, siden 1918, var det en del af det nyligt uafhængige Tjekkoslovakiet.
Fra 1938 til 1945 blev det besat af Tyskland og administreret som en del af Reichsgau Sudetenland. Under Anden Verdenskrig drev tyskerne underlejren E791 under Stalag VIII-B/344 krigsfangelejren i byen.  Den tysktalende befolkning blev fordrevet i 1945 i overensstemmelse med Potsdam-aftalen og Beneš-dekreter og erstattet af tjekkiske bosættere.